# Rainer Trübsbach
Rainer Trübsbach (* 25. September 1942 in Berlin) ist ein deutscher Historiker.
Rainer Trübsbach lebt seit 1948 in Bayreuth, wo er 1963 sein Abitur am Deutschen Gymnasium (seit 1965: Markgräfin-Wilhelmine-Gymnasium) ablegte. Nach Ableistung des Wehrdienstes studierte er an der Erlangen Germanistik, Geschichte und Sozialkunde. Von 1973 bis 2007 unterrichtete Trübsbach diese Fächer am Bayreuther Gymnasium Christian-Ernestinum. Während seiner Lehrertätigkeit promovierte er bei Michael Stürmer in Erlangen zum Dr. phil. mit dem Thema Wirtschafts- und Sozialgeschichte Bayreuths im 18. Jahrhundert. Zur materiellen Kultur des Handwerks in der Zeit der Vor- und Frühindustrialisierung.
Trübsbach ist seit 1967 verheiratet und hat zwei erwachsene Kinder. Im Februar 2015 wurde ihm der Kulturpreis der Stadt Bayreuth verliehen.

## Publikationen (Auswahl)
- Beiträge zur Indischen und Europäischen Geschichte, Holle Verlag, Baden-Baden, 1970–1976.
- Italiens Intervention im Ersten Weltkrieg, Risorgimento, 1980.
- Das Handwerk der Rotgerber in Bayreuth im 18. Jahrhundert, AO 61, 1981.
- Wirtschafts- und Sozialgeschichte Bayreuths im 18. Jahrhundert. Zur materiellen Kultur des Handwerks in der Zeit der Vor- und Frühindustrialisierung, Diss. Erlangen 1983.
- Geschichte des Bäckerhandwerks Bayreuth Stadt und Land, von den Anfängen bis zur Gegenwart, Bayreuth 1984 (Organisation des Archivs der Bäckerinnung).
- Bayreuth, Geschichte und Kunst, München/Zürich 1986/1989.
- Eine Bayreuther Schreinerfamilie und das Haus Wagner, in: Festspielnachrichten, 1987.
- Handwerksordnungen als Spiegel wirtschafts- und sozialgeschichtlicher Entwicklungen in der Markgrafschaft Bayreuth (= Schriften des Fränkische-Schweiz-Museums. Bd. 3), 1988.
- Festschrift GCE 1664–1989, Gesamtredaktion, Beiträge Literatur- und Forschungsbericht zur Wirtschafts- und Sozialgeschichte Oberfrankens im 19. und 20. Jahrhundert, AO, 1989.
- Oberfranken im 19. und 20. Jahrhundert, Wirtschafts- und Sozialgeschichte, Bayreuth 1990.
- Geschichte der Stadt Bayreuth. 1194–1994. Druckhaus Bayreuth, Bayreuth 1993, ISBN 3-922808-35-2.
- Armut und Armenfürsorge in Spätmittelalter und Frühneuzeit, Frankenland, 1994.
- Unsere Altstadt, 100 Jahre Kirchengemeinde Bayreuth-Altstadt 1898–1998 (Redaktion, Beiträge, Organisation einer Ausstellung, Organisation des Kirchenarchivs).
- 100 Jahre Handwerkskammer für Oberfranken, Bayreuth 2000, zusammen mit Veit Holzschuher[2]
- Geschichte des Maurer- und Zimmererhandwerks, Bauinnung von den Anfängen bis zur Gegenwart, Bayreuth 2002.
- Bäckerbetriebe Bayreuth Stadt und Land, Bayreuth 2006.
- 350 Jahre Gymnasium Christian-Ernestinum (1664–2014). Geschichte der gelehrten Bildung in Bayreuth, Neustadt a. d. Aisch 2013, ISBN 978-3-87707-875-4.